# Lophuromys nudicaudus
Lophuromys nudicaudus — вид гризунів родини мишових (Muridae). Зустрічається в Камеруні, Центральноафриканській Республіці, Республіці Конго, Демократичній Республіці Конго, Екваторіальній Гвінеї та Габоні. Його природне середовище проживання — субтропічні або тропічні вологі рівнинні ліси.